# Лі Фан'ін
Лі Фан'ін (李方膺, 1695 —1755) — китайський художник часів династії Цін, представник гуртка «Вісім диваків з Янчжоу».

## Життєпис
Народився 1695 року у м. Наньтун (провінція Цзянсу). Походив з робини спадкових чиновників та вчених. Його батько Лі Юй обіймав посаду судді у провінції Фуцзянь. У 1728 році переїздить до Пекіна. У 1729 році отримує посаду судді у Хенані. З 1730 року він обіймав посаду судді у провінції Шаньдун, завжди в разі повені незалежно від дозволу роздавав їжу нужденним. У 1732–1735 роках займав адміністративні посади в цієї ж провінції. У 1735 році Лі Фан'ін потрапив за ґрати за критику губернатора. У 1736 році його випустили з в'язниці. У 1739 році після смерті батьків пішов у відставку. У 1742 році повернувся на службу. Того ж року отримав посаду префекта Чучжоу (провінція Аньхой), він вже в день свого прибуття поцікавився, де знаходяться сади квітучих слив, посаджені Оуяном Сю — письменником часів династії Сун. Відвідавши «павільйон старого п'янички», Лі засвідчив свою повагу у старої сливи. У 1751 році, пішовши у відставку, він переселився до Янчжоу, водночас підтримував дружбу з поетами Юань Меєм і Шень Феном. Коли вони збиралися втрьох, люди говорили: «Три казкових королі вийшли зі своїх печер». У 1755 році повертається до рідного міста, де помирає того ж року.

## Творчість
Лі Фан'ін зображував квіти сливи, орхідеї, хризантеми, сосни і бамбук, полюбивши їх за нев'янучий вид і витонченість. На картині «Плавання риб» (зберігається в Музеї Гугун у Пекіні) спостерігаємо надзвичайно зворушливу жвавість плаваючих риб. Лі Фан'ін мав гарну репутацію серед художників «живопису вчених». його картинах помітна ексцентричність, імпульсивність.